# Ralph Hamers

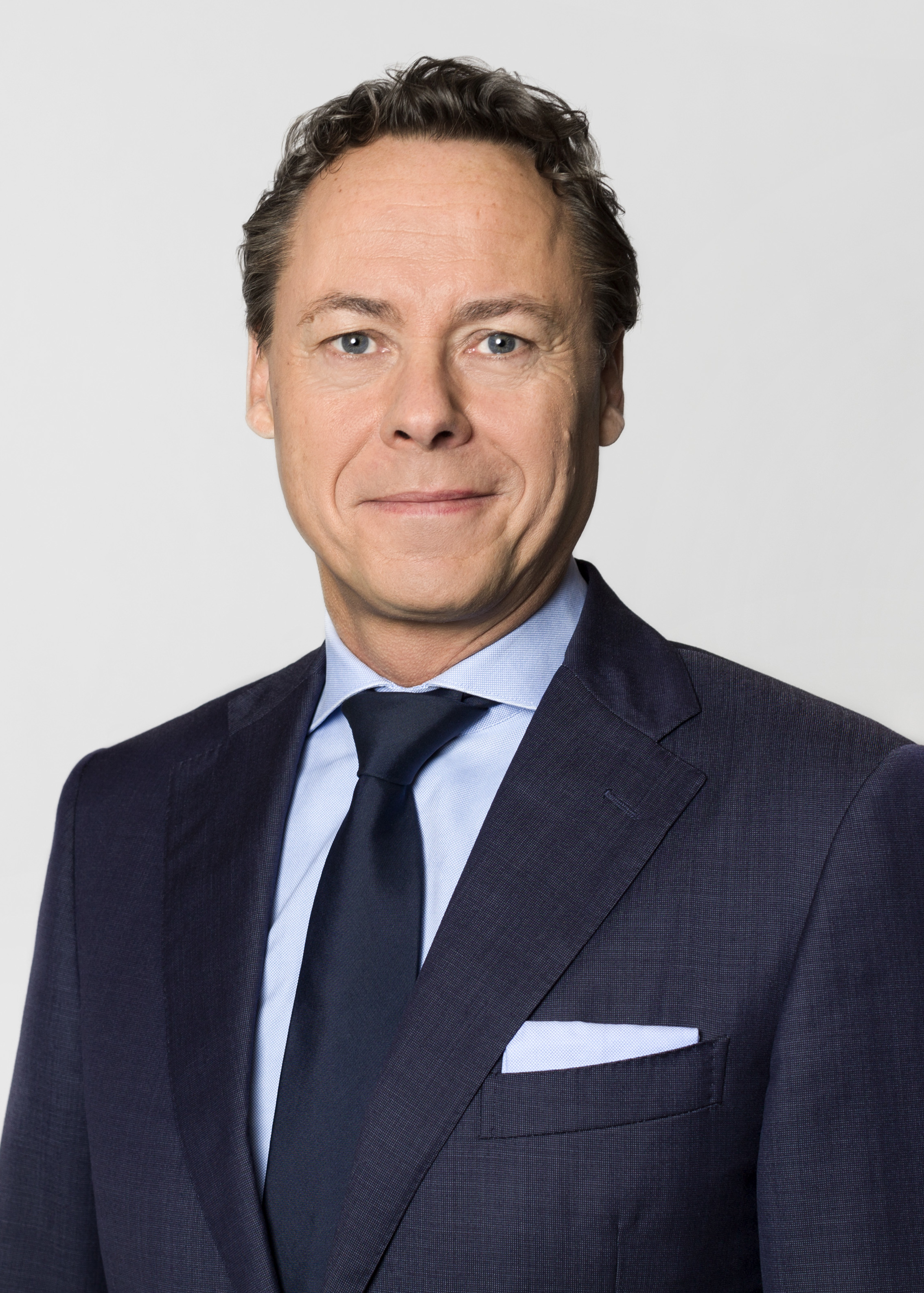
Ralph Hamers (2015)

Ralph Adrianus Joseph Gerardus Hamers (* 25. Mai 1966 in Simpelveld, Niederlande) ist ein niederländischer Bankmanager. Von 2013 bis 2020 war er Vorsitzender der Geschäftsleitung (CEO) des niederländischen Allfinanzdienstleisters ING Groep. Ab 1. September 2020 war er Konzernleitungsmitglied der Schweizer Großbank UBS, ab 1. November Group Chief Executive Officer der UBS Group AG und Präsident der Geschäftsleitung der UBS AG. Aufgrund der Übernahme der Credit Suisse durch die UBS löste ihn am 5. April 2023 sein Vorgänger Sergio Ermotti als Group CEO ab.

## Werdegang
Hamers studierte an der Universität Tilburg Betriebswirtschaftslehre und trat nach Tätigkeiten bei General Motors und ABN Amro 1991 in die ING ein. Dort arbeitete er ab 1997 im Global Risk Management und übernahm 1999 eine Führungsposition bei der ING Rumänien. Im Jahr 2005 übernahm er die Leitung der ING Bank in den Niederlanden und ab 2011 war er CEO der ING Belgien und Luxemburg. In diesen Positionen war die Digitalisierung des Bankgeschäfts der ING ein wichtiger Erfolg Hamers'. Am 1. Oktober 2013 wurde er zum Vorsitzenden der Geschäftsleitung der ING Groep ernannt. Als sein Salär 2018 um mehr als 50 % erhöht werden sollte, während Angestellte an der Basis eine Gehaltserhöhung von 1,7 % erhalten hatten, stieß dies in den Niederlanden auf Kritik. Die Proteste der Öffentlichkeit und namhafter Politiker wie dem niederländischen Finanzminister Wopke Hoekstra zeigten Wirkung und Hamers Gehalt wurde lediglich um 2 % erhöht. Sein Leistungsausweis ist die erfolgreiche Restrukturierung nach der Finanzkrise und der digitale Umbau. Unter den traditionellen Bankhäusern wird die ING als Vorbild bei digitalen Innovationen angesehen. In den Auslandsniederlassungen waren die Computersysteme jedoch bis zum Abgang von Hamers teils veraltet. Der Geldwäscheskandal, den die Bank 2018 mit einer Vergleichszahlung von 775 Millionen Euro beilegte, belastet Hamers Reputation bis heute. Der Finanzvorstand Koos Timmermans musste damals zurücktreten.
Hamers verließ die ING nach 29 Jahren Ende Juni 2020. Ab 1. September 2020 war er Konzernleitungsmitglied der UBS, ab 1. November Group CEO der UBS Group AG und Präsident der Geschäftsleitung der UBS AG in Nachfolge von Sergio Ermotti. Hamers Jahresgehalt lag im Jahr 2021 bei 11,5 Millionen Schweizer Franken. Nach der Übernahme der Credit Suisse setzte der UBS-Verwaltungsrat um Präsident Colm Kelleher aber am 29. März 2023 wieder seinen Vorgänger als CEO ein, weil Sergio Ermotti, wie die Medien meinten, über mehr Verständnis für die Schweizer Verhältnisse und mehr Erfahrung für das Zurückfahren des Investment-Bankings der CS verfügt. Seine Amtszeit endete an der UBS-Generalversammlung vom 5. April 2023.

## Ermittlungen gegen Hamers im ING-Geldwäsche-Verfahren
Eine von der Stiftung für Unternehmensinformationsforschung (SOBI) des Finanzaktivisten Pieter Lakeman 2018 eingereichte gerichtliche Beschwerde stieß eine Untersuchung betreffend Geldwäsche bei der ING Groep an. Die im Vergleich von 2018 neben der Zahlung von 775 Millionen Euro auferlegten Verbesserungen bei der Kontrolle der Auslandfilialen wurden von der ING Groep nicht zur Genüge umgesetzt. Um zu verhindern, dass ausländische Filialen riskante Zahlungen leisten, von denen die Zentrale nichts weiß, wurde die ING Groep verpflichtet, ein Computersystem zu schaffen, mit dem verdächtige Transaktionen in allen Ländern verfolgt werden können. Die ersten Länder mussten gemäß Vereinbarung im Frühjahr 2019 an dieses System angeschlossen werden, was aber scheiterte. Zum Zeitpunkt der Frist nutzte keine andere Landesfiliale außer der niederländischen das Computersystem.
Aufgrund der Nichterfüllung dieser Vergleichsauflagen und der mutmaßlichen direkten Beteiligung Hamers an der umfangreichen Beihilfe zur Geldwäsche hat ein niederländisches Gericht im Dezember 2020 die Staatsanwaltschaft Amsterdam angewiesen, das 2018 eingestellte Ermittlungsverfahren gegen Ralph Hamers, der die ING Groep bis 2020 leitete, wieder aufzunehmen um die Vorwürfe zu klären.
In der Auflistung der Unterlassungen der ING nennt das Gericht sieben genauer zu untersuchende Themenbereiche. Unter anderem geht es um fehlende Informationen zu Kunden, sogar über die wirtschaftlich Berechtigten von Konten, falsche Risiko-Einteilung von Kunden oder ein ungenügendes Monitoring-System für die betroffenen Transaktionen. Das Gerichtsurteil listet detailliert die Hamers persönlich zur Last gelegten Verfehlungen auf. Die ING habe unter seiner Führung wissentlich und systematisch die Anti-Geldwäscherei-Bestimmungen verletzt. Das Gericht wirft Hamers vor, er sei über die Vorgänge nicht nur informiert gewesen, sondern habe sich aktiv an diesen illegalen Geschäftspraktiken beteiligt und diese in der Organisation gefördert. Der Leiter der Rechtsabteilung informierte 2014 Hamers über die Mängel in der Compliance und beantragte, dass diese so rasch wie möglich behoben werden müssten. Obwohl er darlegte der ING Groep drohe Strafverfolgung, drang er damit bei Hamers nicht durch. Auch wiederholte Warnungen von Seiten der Behörden betreffend verdächtiger Transaktionen von hunderten Millionen Euro über ING-Konten zwischen 2010 und 2016 wurden von der Bankführung ignoriert.
Die niederländische Bankenkammer für Disziplinarrecht, welche seit 2015 kontrolliert ob im Finanzsektor tätige Personen sich an den für die Industrie verbindlichen Eid halten, untersuchte die Vorwürfe gegen Hamers auf der Basis von bereits öffentlich bekannten Fakten. Betreffend der im Jahr 2018 geplanten Gehaltserhöhung von 50 % für Hamers kam die Bankenkammer im September 2021 zum Schluss, dass nicht Hamers, sondern drei Mitglieder des damaligen ING-Verwaltungsrates sich nicht an die Regeln gehalten hatten und beschloss vertiefte Ermittlungen gegen diese drei nicht namentlich genannten Personen. Zudem wurde mitgeteilt, es sei nicht ausreichend belegt, dass Hamers als CEO von den illegalen Geldwäschepraktiken der ING-Bank gewusst habe.

## Familie
Hamers ist verheiratet und hat zwei Kinder, sein Bruder Frank ist Geschäftsführer der Diözese Roermond.

## Auszeichnungen
- 2016: European Banker of the Year